# HD 145838
HD 145838，又名CD-3211525，SAO 207480、HR 6044，是一颗恒星，视星等为5.92，位于銀經344.7，銀緯12.94，其B1900.0坐标为赤經16h 7m 58.2s，赤緯-32° 12.94′ 21″。